# Abdul Maliki
Abdul Maliki (1914 - 1969), Comendador del Orden del Imperio británico, fue un diplomático nigeriano.
Alhaji Abdulmaliki nació en una casa real, fue hijo de Attah de Igbirraland (en:Ebira people) un verdadero diplomático y bureaucrat de Igala.
1923-1927: Asistió a la Escuela Primaria Okene.
1927-1929: Escuela Primaria en:Bida.
1929-1934: en:Katsina Teacher Training College.
1935: Trabajó como profesor en la Okene Middle School.
1936-1939: Dependiente supervisor obras und público.
1939: era un empleado de la provincia. A partir de ahí, se convirtió en el presidente del Consejo de Ciudad Okene.
1950 fue a Inglaterra y asistió a un programa de capacitación del gobierno local.
En Nigeria se unió al Nothern People's Congress partido político.
15th of March 1957 Se desempeñó como miembro de la Casa Regional en la Northern Peoples Congress.
1960 fue nombrado Comisionado de la en:Northern Region, Nigeria en Gran Bretaña y se convirtió en el primer Alto Comisionado de Nigeria al Reino Unido, cargo que ocupó hasta 1966, cuando fue destinado a París como el embajador de Nigeria. Murió en Okene en agosto de 1969.